# Mastophora dizzydeani
Mastophora dizzydeani là một loài nhện trong họ Araneidae.
Loài này thuộc chi Mastophora. Mastophora dizzydeani được miêu tả năm 1981 bởi Eberhard.